# مالینوفکا (سرزمین پرم)
مالینوفکا (انگلیسی: Malinovka) یک رودخانه در سرزمین پرم کشور روسیه است.